# Піті
Піті́ (азерб. Piti) — азербайджанський національний суп з баранини (грудинки), що готується в глиняному закритому посуді в духовці. Для приготування зазвичай використовується невисокий обливаний зсередини глиняний горщик об'ємом близько літра. Піті — один з основних національних азербайджанських супів. Ця страва відома і у вірменської кухні під назвою «путук» (вірм. պուտուկ) .

## Інгредієнти
У справжнє піті закладаються підготовлені (спечені заздалегідь) каштани, нут, чорний перець, цибулю, часник. Сьогодні каштани стали замінювати картоплею, додають подрібнену пряну зелень. Піті готується не менше години, кожна порція — в окремому горщику, куди закладаються всі продукти, заливаються окропом і щільно закриваються кришками.

## Цікаві факти
В Авесті згадується м'ясна страва під назвою піту (pitu), приготована в залізному казані міфічним героєм Карашаспа.